# Graudenz (Schiff)

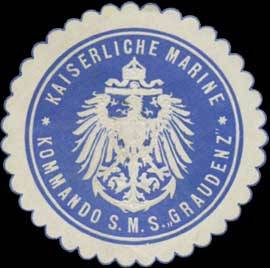
Siegelmarke K. Marine Kommando S.M.S. Graudenz

Die Graudenz wurde ursprünglich als Kleiner Kreuzer für die Kaiserliche Marine gebaut. Sie war das Typschiff der nach ihr benannten Graudenz-Klasse. Schwesterschiff war der Kleine Kreuzer Regensburg.
1920 an Italien ausgeliefert, war sie von 1925 bis 1935 unter dem Namen Ancona als ein Kreuzer der italienischen Regia Marina im Dienst.

## Baugeschichte
Mit den beiden Kreuzern der Graudenz-Klasse kehrte die Kaiserliche Marine 1912 wieder zu Drei-Schornstein-Schiffen zurück. Der Stapellauf des Schiffes war am 25. Oktober 1913, die Indienststellung erfolgte am 10. August 1914 unter dem bisherigen Abteilungschef des Marinekabinetts, Kapitän zur See Karl von Restorff. Das Schiff war 142,7 m lang und 13,7 m breit und hatte einen Tiefgang von 6,0 m. Die Höchstverdrängung betrug 6.382 t, leer hatte das Schiff eine Verdrängung von 4.900 t. Angetrieben wurde es von zwei Dampfturbinen mit zusammen 26.000 PS, die eine Höchstgeschwindigkeit von 27 kn ermöglichten. Ursprünglich war das Schiff mit zwölf 10,5-cm-Geschützen, Flugabwehrkanonen sowie zwei Torpedorohren unter Deck ausgerüstet. Die Besatzung bestand aus 21 Offizieren und 364 Unteroffizieren und Mannschaften.

## Kriegseinsatz
Im September 1914 beendete die Graudenz ihre Erprobungen. Sie wurden dem II. Führer der Torpedoboote, dem bisherigen Kommandanten, Kapitän zur See Karl von Restorff, als Flaggschiff zugewiesen und gehörte gleichzeitig mit zu der von ihm in Personalunion geführten IV. Aufklärungsgruppe. Der Kreuzer verrichtete Vorposten- und Sicherungsdienste in der Nordsee. Außerdem nahm er an Vorstößen zur Ostküste Englands teil. Am 24. Januar 1915 war die Graudenz, unter Führung von Fregattenkapitän Püllen, am Gefecht auf der Doggerbank beteiligt. Im August 1915 verlegte das Schiff mit der II. Aufklärungsgruppe für kurze Zeit in die Ostsee. Einen Monat später war die Graudenz mit der Pillau an der Rettung der Torpedoboote V 1 und G 12 beim Horns Riff beteiligt, die sich gegenseitig gerammt hatten. G 12 sank nach Explosionen mit 47 Toten.
Vom 26. Oktober 1915 bis zum 18. Februar 1916 lag die Graudenz in der Kaiserlichen Werft von Kiel. In dieser Zeit wurden die 10,5-cm-Geschütze gegen sieben 15-cm-Geschütze ausgetauscht. Zusätzlich wurden zwei 8,8-cm-Flugabwehrkanonen, zwei 50-cm-Torpedorohre an Deck sowie eine Vorrichtung für den Transport von 120 Minen eingebaut.
Danach fuhr die Graudenz wieder die üblichen Einsätze in der Nordsee. Am 22. April 1916 lief sie südwestlich vom Feuerschiff Amrumbank auf eine Mine. Das Torpedoboot S 51 und der Kleine Kreuzer Frauenlob schleppten sie nach Wilhelmshaven ein. Erst am 13. September 1916 war das Schiff wieder fahrklar.
In den letzten beiden Kriegsjahren verrichtete die Graudenz wieder Vorposten- und Sicherungsdienste in der Deutschen Bucht. Im März 1918 beteiligte sie sich am Handelskrieg im Skagerrak.

## Nachkriegsschicksal
Nach Kriegsende blieb die Graudenz zunächst im Dienst. Sie musste nicht in die Internierung nach Scapa Flow, sondern wurde stattdessen dem „Sicherungsverband des Befehlshabers Nordsee“ unterstellt. Am 5. November 1919 wurde sie aus der Liste der Kriegsschiffe gestrichen und am 10. März 1920 endgültig außer Dienst gestellt.
Dann kam doch noch die Anweisung zur Auslieferung. Am 1. Juni 1920 wurde die Graudenz als „Schiff E“ nach Cherbourg ausgeliefert und dann an Italien übergeben. Am 6. Mai 1925 wurde sie für die italienische Marine als Ancona in Dienst gestellt, im September 1935 in die Reserve überführt und 1938 schließlich verschrottet.

## Kommandanten
| 10. August 1914 – 8. September 1914 | Kapitän zur See Karl von Restorff               | 1871–1946 | Konteradmiral |
| 8. September 1914 – April 1916      | Fregattenkapitän/Kapitän zur See Theodor Püllen | 1871–1931 | Vizeadmiral   |
| Mai 1916                            | Kapitänleutnant Carlo Peucer in Vertretung      | 1882–     |               |
| Mai – Juni 1916                     | Kapitänleutnant Richard Feldt in Vertretung     | 1882–1918 |               |
| Juni – Juli 1916                    | Kapitän zur See Carl Wilhelm Weniger            | 1874–1945 |               |
| Juli 1916 – Januar 1918             | Fregattenkapitän Rudolf Madlung                 | 1874–1940 |               |
| Januar 1918 – Juni 1919             | Korvettenkapitän Friedrich Bessel               |           |               |
| Juni 1919 – 10. März 1920           | Korvetten-/ Fregattenkapitän Bernhard Bobsien   | 1878–1934 | Konteradmiral |